# Pieve di Teco
Pieve di Teco é uma comuna italiana da região da Ligúria, província de Impéria, com cerca de 1.336 habitantes. Estende-se por uma área de 40 km², tendo uma densidade populacional de 33 hab/km². Faz fronteira com Armo, Aurigo, Borghetto d'Arroscia, Borgomaro, Caprauna (CN), Caravonica, Cesio, Pornassio, Rezzo, Vessalico.

## Demografia
| Variação demográfica do município entre 1861 e 2011                               |
|                                                                                   |
| Fonte: Istituto Nazionale di Statistica (ISTAT) - Elaboração gráfica da Wikipedia |

## Cidades-irmãs
- Bagnols-en-Forêt, França (1990)